# 馬爾提谷

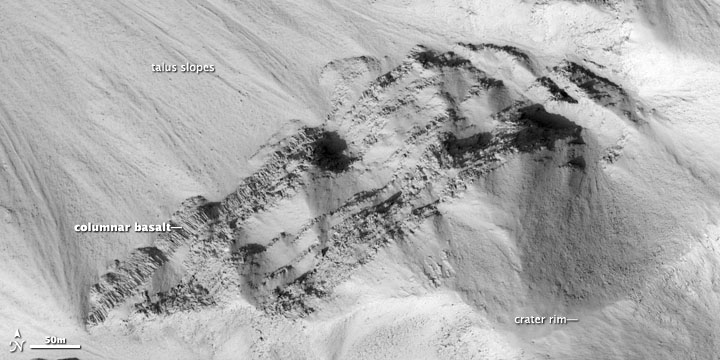
馬爾提谷內的玄武岩柱狀節理。影像由亞利桑那大學管理的高解析度成像科學設備拍攝。

馬爾提谷（Marte Vallis）是一条位於火星亞馬遜區的峽谷，中心座標是15°N, 176.5°W。長度是185公里，以西班牙語的火星命名。

## 概要
馬爾提谷被認為是一条溢出河道，是因為過去來自火星表面下含水層地下水釋放引發的災難性洪水切割地表而形成的。
馬爾提谷是火星上第一個發現柱狀節理的地方 。

## 圖集

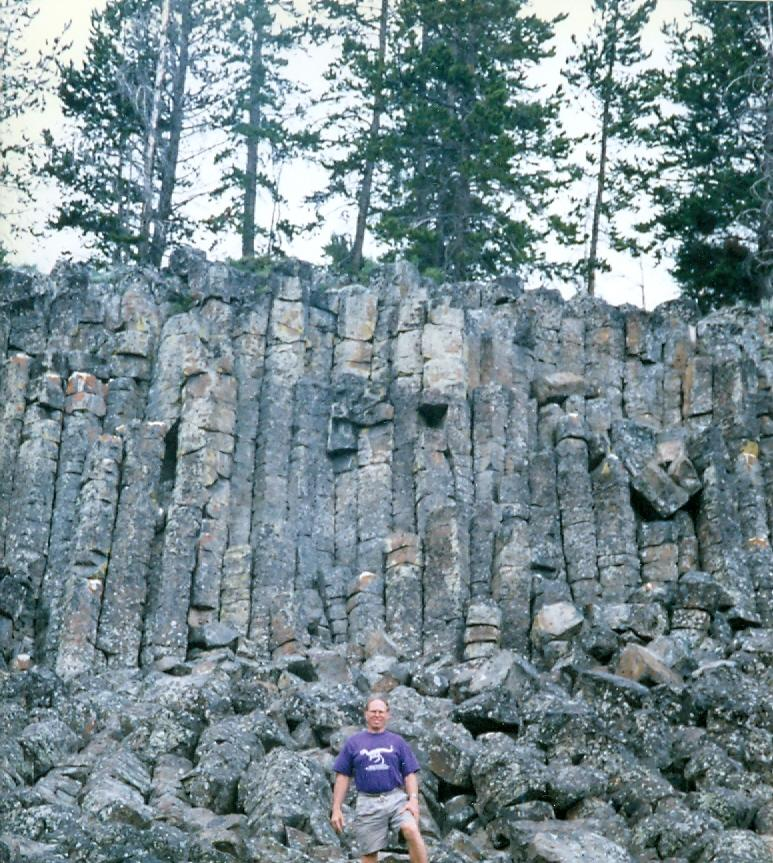
黃石國家公園的柱狀節理。
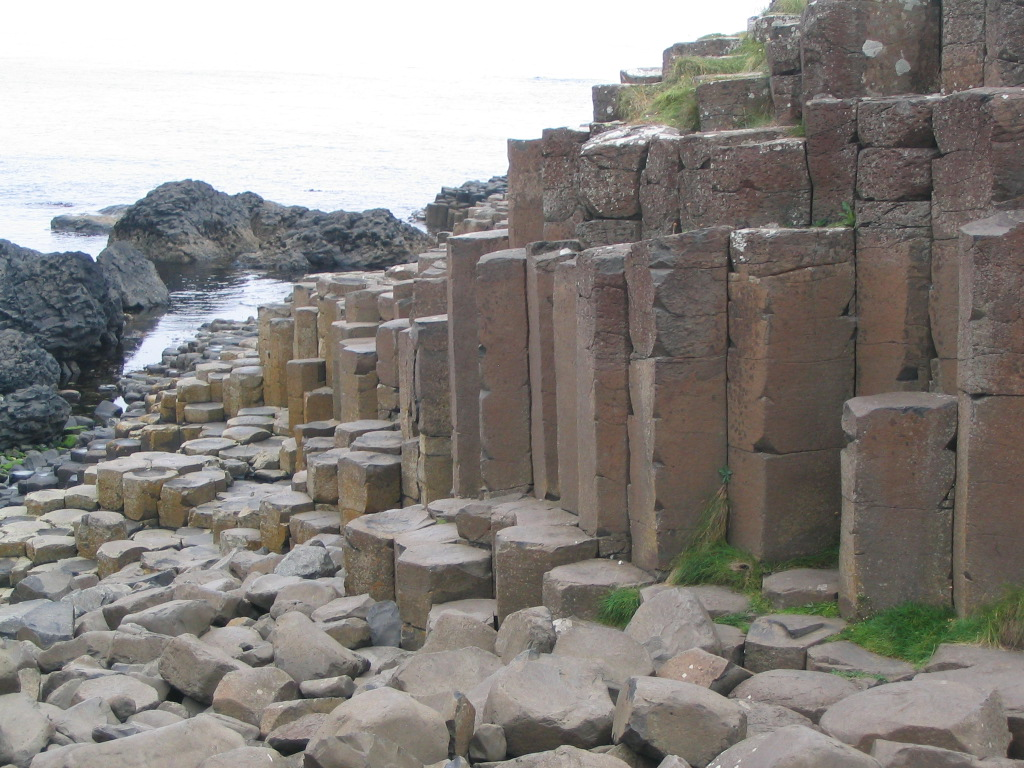
愛爾蘭巨人堤道的玄武岩柱狀節理。